# Hôpital sans frontière
Hôpital Sans Frontière (HSF) est une organisation non gouvernementale belge fondée par Claude Simon le 5 novembre 1992. Sa mission est de réhabiliter et équiper les centres de soin défavorisés dans le monde. HSF intervient également dans les situations d'urgence (telles que des catastrophes naturelles, des pandémies et des guerres) en envoyant du matériel adapté et des kits de secours. L'association est aujourd'hui basée à Champion dans la région namuroise.
Les objectifs de l'ONG peuvent se résumer sur deux axes majeurs :  
- le respect du droit à la santé
- la gestion plus durable des ressources de matériel médical

## Historique

### Origines
L'idée de créer Hôpital Sans Frontière est venue à Claude Simon à la suite d'une discussion avec son ami de longue date, Bernard Kouchner, co-fondateur de Médecins du monde et de Médecins sans frontière.
Peu de temps après cette conversation, Claude Simon fait un infarctus qui manque de lui coûter la vie. C'est sur son lit d'hôpital qu'il réalise la chance de bénéficier de structures de soins adaptées et performantes. Il prend alors la décision de créer une association visant à aider les hôpitaux des pays en voie de développement en leur offrant du matériel médical de seconde main. C'est ainsi que HSF vu le jour.
En 1995, Hôpital Sans Frontière est reconnu par diverses instances internationales et nationales, telles que les Nations Unies, la Croix Rouge, l'Union Européenne et la Fondation Roi Baudouin. L'organisation intervient alors exclusivement pour des projets dans des pays en voie de développement.

## Les actions d'HSF
Le mission statement d'Hôpital Sans Frontière est d'aider la personne humaine "quelle que soit sa nationalité, quelle que soit son origine, quel que soit son statut". Pour ce faire, l'ONG belge effectue deux types d'actions : les actions de long terme et les actions d'urgence.

### Les actions de long terme
Ce type d'action constitue la mission principale de l'association. Il vise à envoyer du matériel médical dans des centres de soins dans le besoin. De la sorte, l'ONG permet aux centres de soins de subvenir aux besoins de la population sur plusieurs années. Des exemples de ces actions sont :
- Liban (Beyrouth) - Rééquipement d'hôpitaux

À la suite de l'explosion au port de Beyrouth du 4 août 2020, beaucoup de bâtiments ont été gravement endommagés voire complètement détruits. Face à cette situation, HSF est intervenu auprès de deux hôpitaux partiellement détruits. Au total, près de 120 m3 de matériel médical a été fourni par HSF. Parmi ce matériel, nous pouvons retrouver des lits médicaux, des chaises roulantes, du mobilier divers mais également du matériel médical, tel que des respirateurs et des appareils de monitoring. L'explosion est décrite "comme étant l'une des plus importantes d'origine non nucléaire de l'histoire" selon des experts mandatés par le Conseil des droits de l'Homme. Cette explosion meurtrière a fait plus de 214 morts et 6500 blessés. La cause de la catastrophe est l'explosion de centaines de tonnes de nitrate d'ammonium stockées dans un entrepôt délabré du port.
- Haïti (Port-au-Prince) - Dispensaire de Plaisance et la cataracte

HSF a rassemblé du matériel médical précieux afin d'en faire don au Dispensaire de Plaisance de Port-au-Prince.
- Mali (Kayes) - Lutte contre le paludisme

Le paludisme, aussi connu sous le nom de malaria, est une maladie infectieuse potentiellement mortelle causée par des parasites (de type Plasmodium) se transmettant par la piqûre de moustiques contaminés. Une centaine de pays sont touchés par cette maladie, particulièrement ceux disposant d'un climat tropical. En 2022, 94% des cas de paludisme et 95% des décès liés à cette infection ont été déclarés en Afrique faisant de ce dernier le continent le plus touché par la maladie. Les enfants de moins de 5 ans sont les plus touchés avec 80% des décès totaux.
Le Mali est particulièrement touché par le paludisme. En 2023, des potentielles épidémies de paludisme se sont déclarées dans 27 districts du pays. En plus de ces épidémies, le pays est particulièrement pauvre et le climat est rude. D'autres maladies infectieuses y sont présentes comme la rougeole, le tétanos et les infections respiratoires aigües touchant de manière disproportionnée les enfants. Face à cette situation sanitaire précaire, HSF est intervenu dans la région de Kayes. Avec l'aide de l'association, deux centres de santé ont vu le jour. En distribuant du mobilier et du matériel médical, HSF a permis à l'équipe médical de prendre en charge des patients qui devaient auparavant parcourir 20 km à pied pour se rendre dans un centre médical, dont un service ophtalmologique.
- Niger - Hôpital de la Poudrière

L'hôpital de la Poudrière est composé d'une maternité et d'une pédiatrie. Grâce à la collaboration entre HSF et les clubs Rotary de Niamey et de Namur Confluent, le bloc opératoire, les services de gynécologie, de pédiatrie et de kinésithérapie ont pu être équipés afin d'accueillir les patients de la région.

### Les actions d'urgence
Outre les actions de long terme, HSF agit également lors de situation d'urgence. Pour ce faire, HSF a créé des kits de secours spécialement conçus pour agir en situation de crise et dans des terrain difficiles.

#### Les kits d'urgences
HSF propose trois types de kits différents :
- HSF Dispensary-kit : ce kit est en format sac à dos et contient tout le nécessaire pour mener des interventions de terrain dans des zones difficilement accessibles. Ce kit est assez innovant car il permet d'avoir accès à du matériel chirurgical et de pouvoir prendre les paramètres vitaux afin de secourir la personne au plus vite. C'est la première fois qu'une organisation crée un kit de secours médical aussi complet pour une utilisation de terrain.
- HSF Hospi-kit : ce kit est beaucoup plus conséquent que le HSF Dispensary-kit. Il est sous forme de malle métallique et permet de mener des interventions plus importantes.
- P.A.U.L : C'est une unité portable de filtration d'eau. Il a une capacité de filtration de 1200L d'eau par jour.

#### Les interventions
- La lutte contre la pandémie de covid-19

La pandémie de covid-19 a fait des millions de morts au travers le monde. HSF est intervenu à Bergame, en Italie où elle y a créé un hôpital de campagne. L'Italie a été particulièrement touchée par la crise. HSF est également intervenu auprès d'hôpitaux belges et en Inde en offrant des respirateurs.
L'Inde était l'un des pays les plus impactés par la crise aux côtés des États-Unis, le Mexique et le Brésil. Face à cette situation, HSF a fait parvenir plus d'une centaine de concentrateurs à oxygène. Ces appareils filtrent l'air ambiant afin d'en récolter l'oxygène pour ensuite le distribuer au patient intubé.
- Ukraine - soutien aux victimes de la guerre

La guerre russo-ukrainienne a débuté à la suite de l'annexion de la Crimée en 2014. Le 21 février 2022, le conflit prend un nouveau tournant avec la pénétration des forces armées russes sur le territoire ukrainien. Dans la nuit du 23 au 24 février 2022, les offensives commencent avec le bombardement des villes ukrainienne et l'invasion du territoire ukrainien. Les bombardements et conflits sur le terrain font de nombreux blessés, y compris des civils. Face à cet accroissement brutal de violence, HSF décide d'intervenir en envoyant du matériel médical pour soigner les victimes de la guerre. Parmi cet équipement se trouvent leurs kits de secours mais également du matériel de premières nécessités (vêtements, produits d'hygiène, trousses de secours, nourriture pour animaux,...).

## Son engagement pour le développement durable
Outre son engagement pour le respect du droit à la santé et la réduction des inégalités sociales, Hôpital Sans Frontière (HSF) œuvre activement pour le recyclage responsable du matériel médical en Belgique et au Grand-Duché de Luxembourg.
Grâce à sa propre flotte de véhicules, l’ONG organise la collecte de dons directement auprès des professionnels de la santé. Ce service logistique facilite grandement les démarches pour les particuliers, cabinets, hôpitaux ou maisons médicales souhaitant faire don de matériel encore fonctionnel. Ce système permet non seulement de donner une seconde vie à des équipements de qualité, mais aussi d’éviter le gaspillage de plusieurs tonnes de matériel chaque année.
Ces dons, une fois triés, contrôlés et réhabilités si nécessaire, sont ensuite envoyés dans des centres de santé manquant  de ressources.

## HSF et le Rotary
HSF a toujours été en étroite collaboration avec différents clubs Rotary qui ont participé à son financement ainsi qu'à certains de ses projets. En 2005, ce partenariat connait cependant un nouveau tournant avec la formalisation de l'implication de l'ensemble des Districts Rotary belgo luxembourgeois avec Hôpital Sans Frontière. En effet, c'est à cette période qu'un nouveau conseil d'administration composé de rotariens bénévoles prit ses fonctions.